# 满洲国赤十字社
满洲国赤十字社（日语：満州国赤十字社）是满洲国的红十字会。

## 概要
在满洲国建国时由恩赐普济会进行人道救助活动，而在满洲国无行政权的满铁附属地则由日本赤十字社满洲委员本部进行活动。
1937年(康德四年)，满洲国撤除满铁附属地，日本赤十字社便不方便再在满洲国进行活动，便于1938年(康德五年)10月1日合并恩赐普济会等为满洲国赤十字社。1945年（康德十二年）满洲国灭亡时解散。